# Вечерняя Одесса
«Вечерняя Одесса» — общественно-политическая газета, впервые вышедшая 1 июля 1973 года. Распространяется в Одессе и Одесской области. Издаётся на русском языке.
Её первый редактор Борис Деревянко был убит 11 августа 1997 года.

## Известные журналисты
- Глущак, Анатолий Степанович
- Деревянко, Борис Фёдорович
- Лошак, Виктор Григорьевич